# 墨西哥民族主义阵线
墨西哥民族主义阵线（西班牙語：Frente Nacionalista de México），原名为了国家意志组织、民族墨西哥主义阵线，是墨西哥的一个民族主义政党，其反对一切形式的暴力，宣称其目标是得到墨西哥人对其饱受自由主义者批评的民族主义意识形态的认可及在全国范围内推行基于这样一种意识形态的政策。
该党自2006年成立以来，宣称自己是由为了国家复兴以及国民团结而以和平合法的方式斗争的来自不同政治倾向，社会地位及文化背景的人所组成的。
2012年，其改名为墨西哥民族主义者阵线。
墨西哥民族主义者阵线尚未在国家选举机构处登记，因此不能推选总统及最高法院法官候选人。

## 意识形态及政策

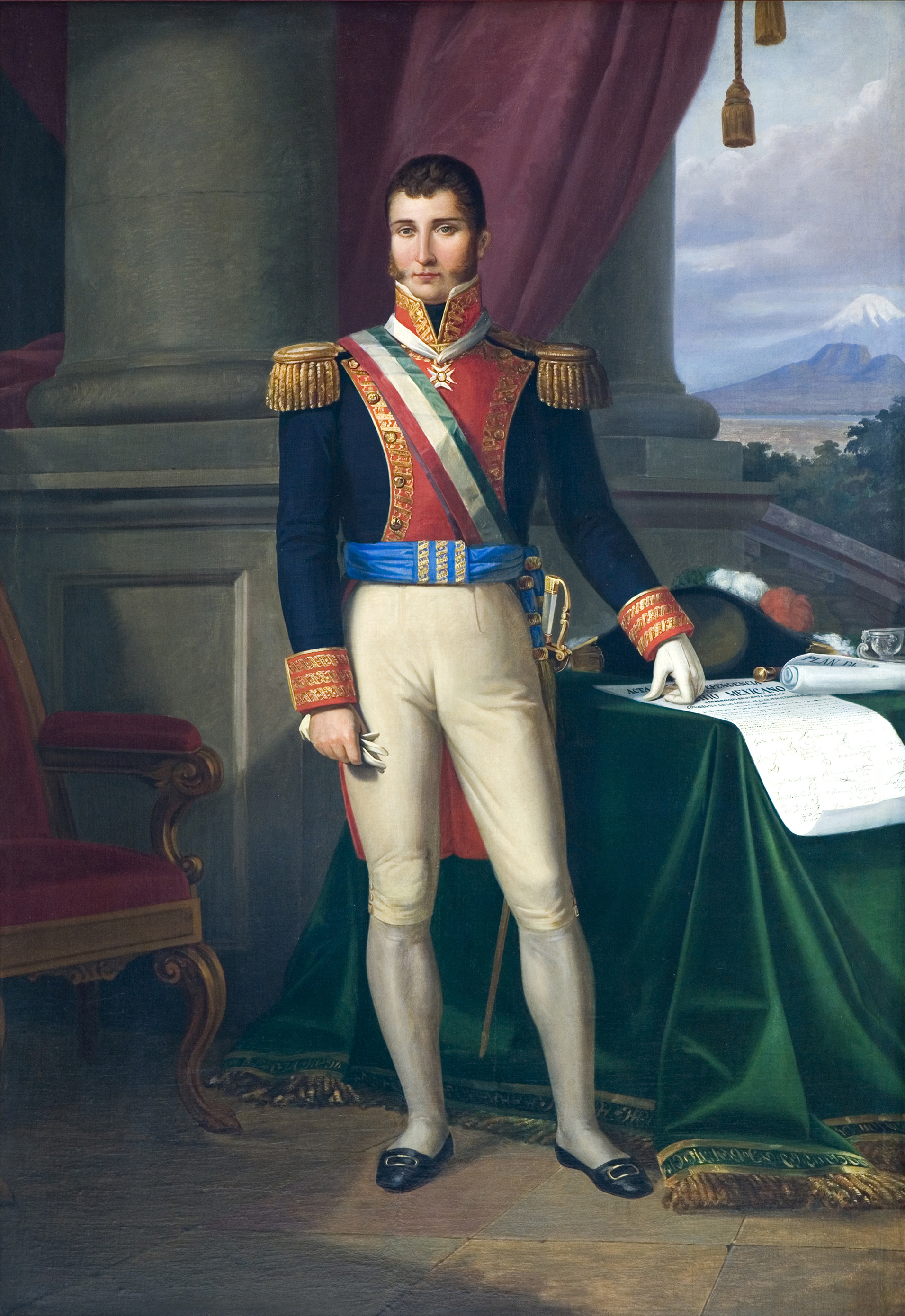
墨西哥民族主义阵线认为阿古斯丁一世是墨西哥国家法理意义上的国父。

其意识形态被认为是法西斯主义。对此，其党魁胡安·卡洛斯·洛佩斯·李予以否认，但承认其意识形态与法西斯主义及国家社会主义有某些相似之处。

### 其领土收复及西班牙语主义
墨西哥民族主义者组织反对外国文化对墨西哥的影响，蔑视《瓜达卢佩·伊达尔戈条约》，在该条约中墨西哥失去了一半的领土，这些领土后来成为了美国西南各州的一部分。其在一份公开声明中称：
“我们对对我国北部地区的占领深恶痛绝，这是导致我国贫困及人口流失的一个重要原因。我们要求我国政府将对北方被占领土的宣称写进宪法。我们将会根据民族自决的原则，勇敢地捍卫墨西哥人民居住在墨西哥历史边境以内的权利，这项权利及其所造成的事实在我国独立时就已存在并得到承认。”
其也鼓吹由墨西哥再次兼并中美洲国家，宣称考虑到历史上的移民，现在的中美洲国家都是由（来自墨西哥的）“自私的地主们“建立的，所以根据民族自决原则，中美洲国家理应与墨西哥建立政治联盟。
胡安·卡洛斯在谈及西语裔时，还以一种伊比利亞主義的口吻试图团结所有西班牙语国家：”西班牙语世界已经足够强大到能作为一个区域强权了，现在我们必须考虑是坐在那里一味地抱怨生活，还是行动起来将未来掌握在我们手中。”虽然其鼓吹所有西班牙语国家的联合，但其也同时强调多元文化主义仍是所有西班牙语国家的顽疾，其为非法移民及种族主义都提供了存在的理由。

### 经济政策
墨西哥民族主义者阵线推崇第三位置的经济社会化及分产主义的经济政策。其希望墨西哥退出世贸组织，北美自由贸易协定，及世界银行。

### 环境保护政策
墨西哥民族主义者阵线鼓吹放弃或拒绝使用部分或全部化石燃料，并放松对可再生燃料使用的管制。他们还鼓励私人投资于环境事业及针对环境问题制定更严格的法律 。

### 司法系统
墨西哥民族主义者阵线主张对墨西哥的司法及公共安全系统进行全面改革，恢复于2005年被废除的死刑以处罚恋童癖，连环杀手，绑架者，私刑者，毒贩及其他部分罪犯。其宣称死刑将减少全国民众的不安全感。
他们还希望将监狱及劳教所改为工作场所以造福国家及囚犯。 

## 政治活动
近年来，其因纪念皇帝马克西米利安一世及保守主义者米格尔·米拉蒙，托马斯·梅希亚等保守主义者而臭名昭著。

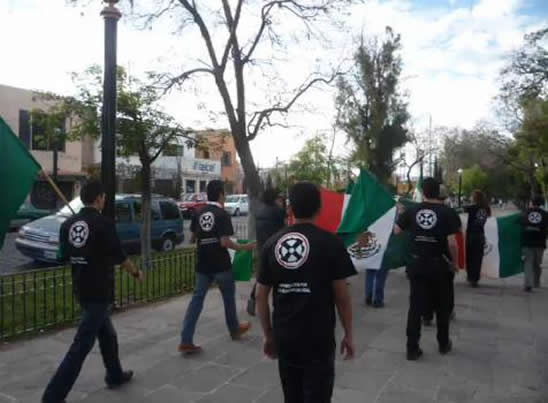
墨西哥城，墨西哥民族主义阵线的支持者及其他抗议者。2010年。

其成员还在墨西哥多个城市举行抗议活动，要求解决影响墨西哥的海地和中美洲移民危机。早在2016年，出于人权安全方面的考虑，其发言人就呼吁墨西哥政府停止向海地移民发放过境证件。

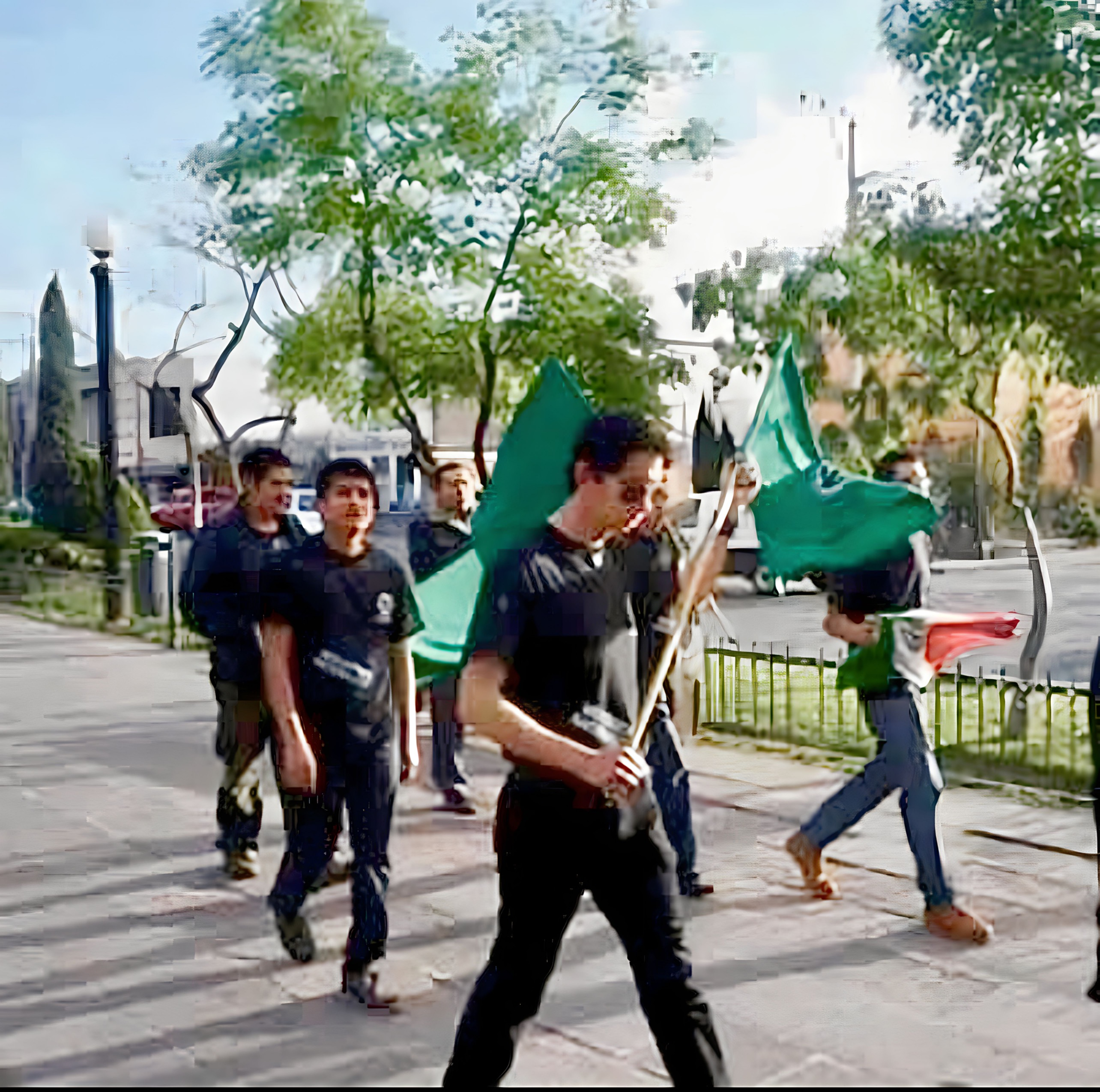
墨西哥民族主义阵线于2019年1月26日在墨西哥城发起的抗议活动